# Grand Bourgtheroulde
Grand Bourgtheroulde is een gemeente in het Franse departement Eure (regio Normandië). De plaats maakt deel uit van het arrondissement Bernay. Grand Bourgtheroulde is op 1 januari 2016 ontstaan door de fusie van de gemeenten Bosc-Bénard-Commin, Bourgtheroulde-Infreville en Thuit-Hébert. De gemeente telde 4.006 inwoners op 1 januari 2022.

## Geografie
De oppervlakte van Grand Bourgtheroulde bedroeg op de hierboven genoemde datum 19,51 vierkante kilometer; de bevolkingsdichtheid was toen 205,3 inwoners per km².

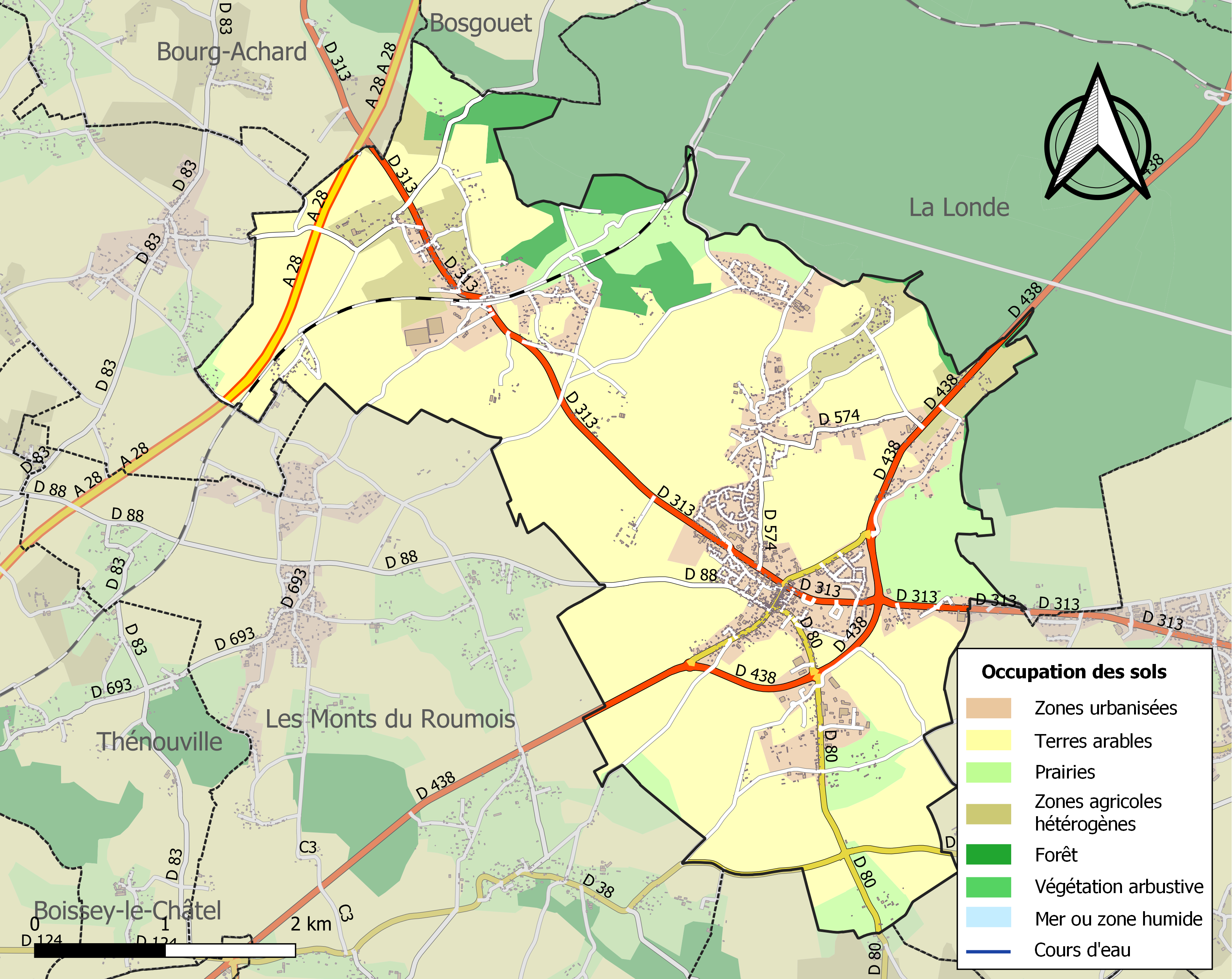
Kaart van de gemeente met belangrijkste infrastructuur, bodemgebruik en omliggende gemeenten